# 스리랑카의 차 생산

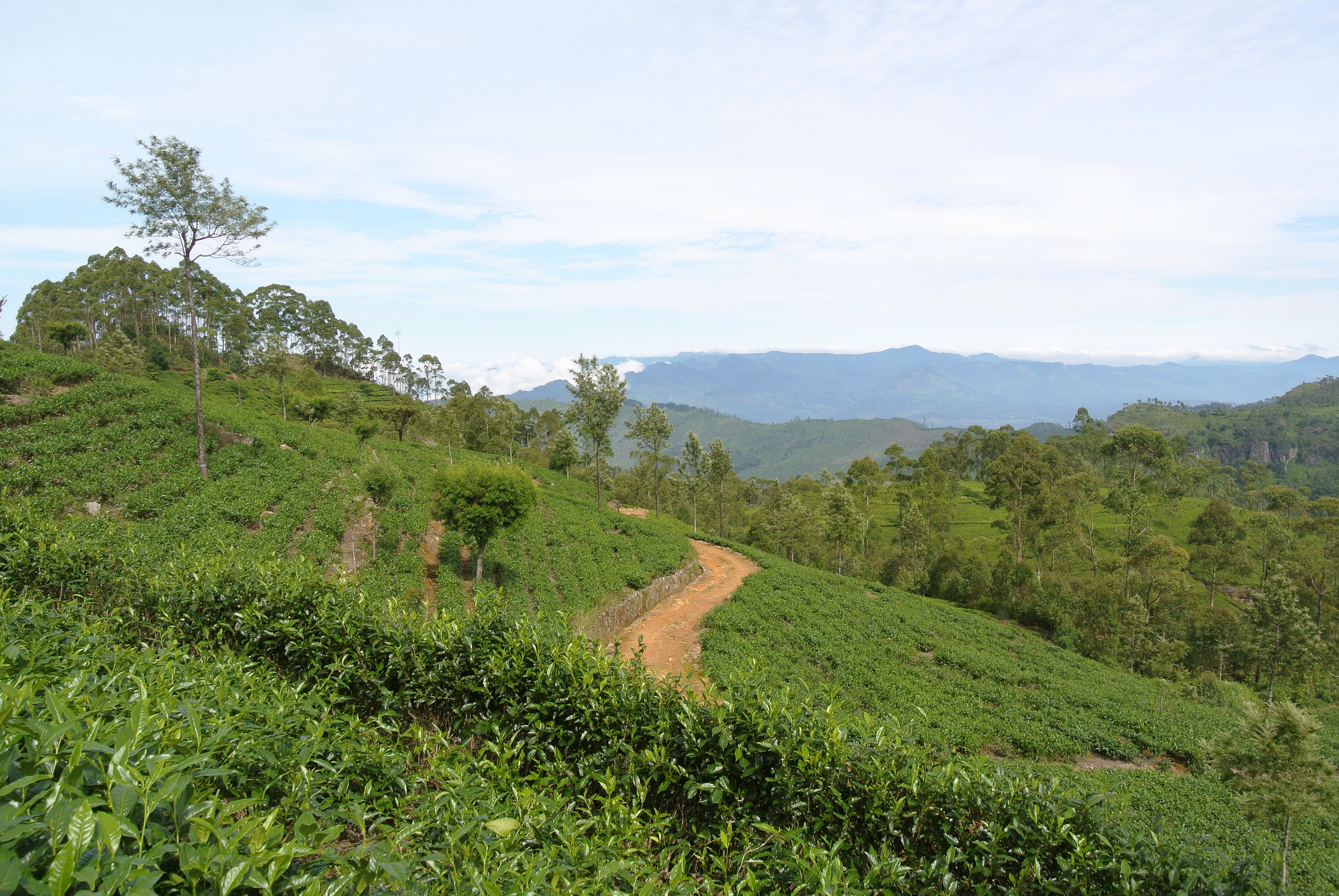
바둘라구 하프탈레에 있는, 해발 1800m에 위치한 담반테 차 농장.

실론이라고 불렸던 스리랑카는 대엽 차나무(학명: Camellia sinensis var. assamica)와 중국 차나무(학명: Camellia sinensis var. sinensis)를 모두 재배할 수 있는 기후를 갖추고 있으며, 재배량에서는 대엽 차나무가 더 큰 비율을 차지한다. 스리랑카의 국제 교역에는 차가 중요한 역할을 하고 있으며, 차 생산은 2021년 기준 스리랑카 GDP의 2%, 13억 달러를 차지하였다. 1995년 기준 차 농사에 직접 고용된 사람은 215,338명이었으며, 현재까지 차 재배는 직간접적으로 100만 명 이상의 고용 효과를 내고 있다. 차를 재배하는 수만 명의 지방 소농들은 생계를 차 농사로 유지하고 있다. 스리랑카는 현재 세계 4위의 차 생산국으로, 1995년까지는 세계 수출량의 23%를 차지하는 최대 교역국이었지만 이후 점유율이 감소하였다. 2020년 기준, 차를 수출해 얻은 무역 흑자는 중국에 이은 2위를 기록했다. 2013년, 스리랑카 역사상 최대 기록인, 차 생산량 3억 4000만 킬로그램을 달성하였으며, 이듬해인 2014년에는 3억 3800만 킬로그램으로 일부 감소하였다.
스리랑카 중부 고원의 선선한 기온, 습도, 강수량 조건은 고품질 차를 생산하기에 알맞다. 반면 강수량이 많고 기온이 높은 마타라, 갈, 라타나푸라 등 저지대에서 생산된 차는 쌉쌀하다는 특징이 있으며, 재배량 자체는 고지대보다 많다. 저지대에서 재배한 차는 보통 중동으로 수출하고 있다. 스리랑카에서는 거의 정통 홍차만을 재배하지만, CTC(Crush, tear, curl) 방식을 사용한 홍차, 백차, 녹차도 생산하고 있다. 스리랑카에 차는 1867년 영국에서 온 플랜테이션 사업가인 제임스 테일러가 처음 도입하였다. 스리랑카에서 생산된 차의 대부분은 중동과 유럽으로 수출되고 있지만, 누와라엘리야 고원에서 생산한 차는 전 세계적인 수요를 보이고 있다.

## 역사

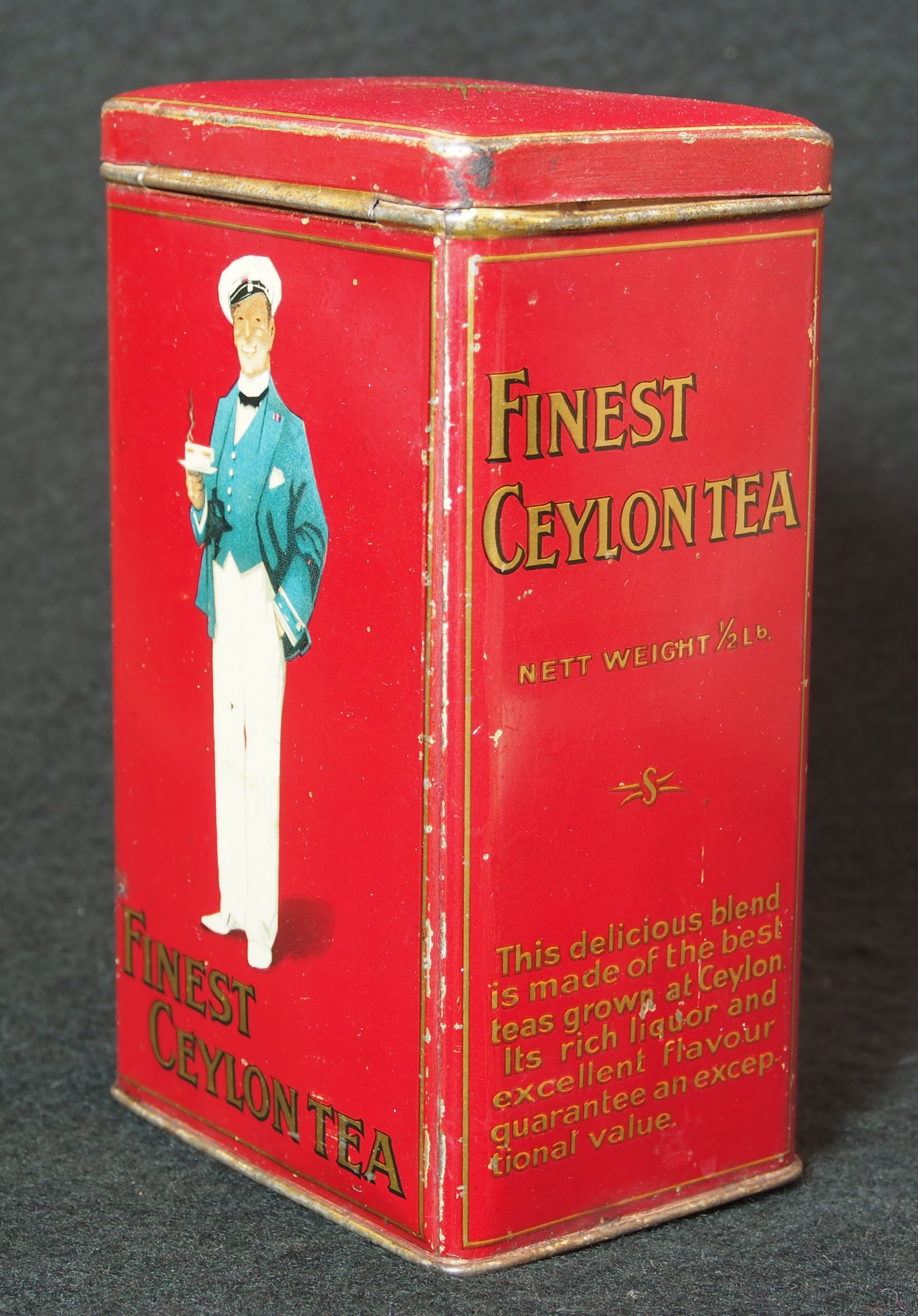
과거의 실론 차 보관통.

1871년 인구 조사에 따르면, 스리랑카의 총 인구수는 2,584,780명이었으며, 지역별 차 재배 종사 인구의 수는 다음과 같았다.

캔디구로, 스리랑카 차 생산의 중심지 역할을 하고 있다.

| 구             | 총 인구   | 대규모 농장 수 | 대규모 농장 거주민 | 대규모 농장 거주민 비율 (%) |
| -------------- | --------- | -------------- | ------------------ | --------------------------- |
| 캔디구         | 258,432   | 625            | 81,476             | 31.53                       |
| 바둘라구       | 129,000   | 130            | 15,555             | 12.06                       |
| 마탈레구       | 71,724    | 111            | 13,052             | 18.2                        |
| 케갈레구       | 105,287   | 40             | 3,790              | 3.6                         |
| 사바라가무와주 | 92,277    | 37             | 3,227              | 3.5                         |
| 누와라엘리야구 | 36,184    | 21             | 308                | 0.85                        |
| 쿠루네갈라구   | 207,885   | 21             | 2,393              | 1.15                        |
| 마타라구       | 143,379   | 11             | 1,072              | 0.75                        |
| 총합           | 1,044,168 | 996            | 123,654            | 11.84                       |

### 상업 재배의 역사

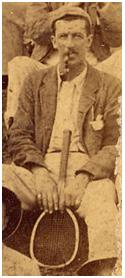
1880년대 실론에서 차 재배를 연구한 헨리 란돌프 트라포드의 사진.

#### 고도별 차 생산량
밑 표는 1959년부터 2000년까지, 고도별 차 재배지 면적을 나타낸 것이다.
| 연도 | 고지대 경작지 (헥타르) | 중지대 경작지 (헥타르) | 저지대 경작지 (헥타르) | 총 경작지 (헥타르) |
| ---- | ---------------------- | ---------------------- | ---------------------- | ------------------ |
| 1959 | 74,581                 | 66,711                 | 46,101                 | 187,393            |
| 1960 | 79,586                 | 69,482                 | 48,113                 | 197,181            |
| 1961 | 76,557                 | 97,521                 | 63,644                 | 237,722            |
| 1962 | 76,707                 | 97,857                 | 64,661                 | 239,225            |
| 1963 | 76,157                 | 95,691                 | 65,862                 | 237,710            |
| 1964 | 81,538                 | 92,281                 | 65,759                 | 239,578            |
| 1965 | 87,345                 | 92,806                 | 60,365                 | 240,516            |
| 1966 | 87,514                 | 93,305                 | 60,563                 | 241,382            |
| 1967 | 87,520                 | 93,872                 | 60,945                 | 242,337            |
| 1968 | 81,144                 | 99,359                 | 61,292                 | 241,795            |
| 1969 | 81,092                 | 98,675                 | 61,616                 | 241,383            |
| 1970 | 77,549                 | 98,624                 | 65,625                 | 241,798            |
| 1971 | 77,936                 | 98,624                 | 65,625                 | 242,185            |

| 연도 | 고지대 경작지 (헥타르) | 중지대 경작지 (헥타르) | 저지대 경작지 (헥타르) | 총 경작지 (헥타르) |
| ---- | ---------------------- | ---------------------- | ---------------------- | ------------------ |
| 1972 | 77,639                 | 98,252                 | 65,968                 | 241,859            |
| 1973 | 77,793                 | 98,165                 | 66,343                 | 242,301            |
| 1974 | 77,693                 | 97,875                 | 66,622                 | 242,190            |
| 1975 | 79,337                 | 98,446                 | 64,099                 | 241,882            |
| 1976 | 79,877                 | 94,338                 | 66,363                 | 240,578            |
| 1977 | 79,653                 | 94,835                 | 67,523                 | 242,011            |
| 1978 | 79,628                 | 95,591                 | 68,023                 | 243,242            |
| 1979 | 78,614                 | 97,084                 | 68,401                 | 244,099            |
| 1980 | 78,786                 | 96,950                 | 68,969                 | 244,705            |
| 1981 | 78,621                 | 96,853                 | 69,444                 | 244,918            |
| 1982 | 77,769                 | 96,644                 | 67,728                 | 242,141            |
| 1983 | 71,959                 | 90,272                 | 67,834                 | 230,065            |
| 1984 | 74,157                 | 90,203                 | 63,514                 | 227,874            |

| 연도 | 고지대 경작지 (헥타르) | 중지대 경작지 (헥타르) | 저지대 경작지 (헥타르) | 총 경작지 (헥타르) |
| ---- | ---------------------- | ---------------------- | ---------------------- | ------------------ |
| 1985 | 74,706                 | 89,175                 | 67,769                 | 231,650            |
| 1986 | 73,206                 | 85,216                 | 64,483                 | 222,905            |
| 1987 | 72,773                 | 84,445                 | 64,280                 | 221,498            |
| 1988 | 72,901                 | 84,227                 | 64,555                 | 221,683            |
| 1989 | 73,110                 | 84,062                 | 64,938                 | 222,110            |
| 1990 | 73,138                 | 83,223                 | 65,397                 | 221,758            |
| 1991 | 73,331                 | 82,467                 | 65,893                 | 221,691            |
| 1992 | 74,141                 | 85,510                 | 62,185                 | 221,836            |
| 1994 | 51,443                 | 56,155                 | 79,711                 | 187,309            |
| 1995 | 51,443                 | 56,155                 | 79,711                 | 187,309            |
| 1996 | 52,272                 | 56,863                 | 79,836                 | 188,971            |
| 1997 | 51,444                 | 58,155                 | 79,711                 | 189,310            |
| 1998 | 51,444                 | 58,155                 | 79,711                 | 189,310            |
| 2000 | 52,272                 | 56,863                 | 79,836                 | 188,971            |

### 주요 수출국
스리랑카 차를 주로 수입하는 국가는 러시아 와 독립국가연합 등 구소련 국가, 아랍에미리트, 시리아, 튀르키예, 이란, 사우디아라비아, 이라크, 이집트, 리비아, 영국, 일본이다.
밑 표는 2000년 기준, 스리랑카에서 생산된 차가 수출된 국가를 나타낸 것이다.

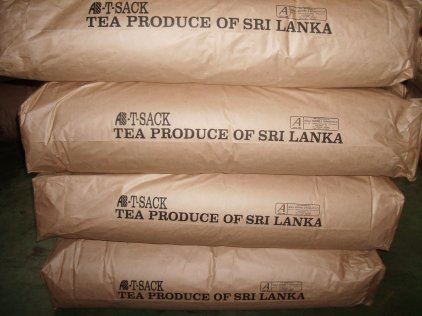
수출 예정인 스리랑카산 차.

| 국가           | 수출량 (만 kg) | 비율 (%) |
| -------------- | -------------- | -------- |
| 독립국가연합   | 5760           | 20       |
| 아랍에미리트   | 4810           | 16.7     |
| 러시아         | 4610           | 16.01    |
| 시리아         | 2150           | 7.47     |
| 튀르키예       | 2030           | 7.05     |
| 이란           | 1250           | 4.34     |
| 사우디아라비아 | 1140           | 3.96     |
| 이라크         | 1110           | 3.85     |
| 영국           | 1020           | 3.54     |
| 이집트         | 1010           | 3.51     |
| 리비아         | 1000           | 3.47     |
| 일본           | 830            | 2.88     |
| 독일           | 500            | 1.74     |
| 기타           | 2370           | 8.23     |
| 총합           | 28800          | 100      |

### 수익 통계
| 연도 | 차 수출 수익 (미국 달러) |
| ---- | ------------------------ |
| 2019 | 13억 4600만              |
| 2020 | 12억 4100만              |
| 2021 | 13억 2400만              |

## 브랜딩

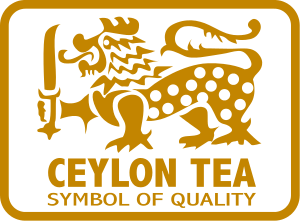
실론티의 사자 로고.

스리랑카의 차 브랜드는 실론티라고 부르며, 상징은 사자 로고이다. 실론티라는 브랜드를 표기하기 위해서는 다음 네 조건이 충족되어야 한다.
1. 사자 로고는 실론티의 소매용 포장에만 사용할 수 있다.
2. 상품 내에는 스리랑카산 차가 100% 들어가 있어야 한다.
3. 상품 포장이 스리랑카에서 이루어져야 한다.
4. 사자 로고를 사용하는 기업은 스리랑카 차 위원회에서 정한 품질 기준을 충족해야 한다.[15]

실론티의 사자 로고는 전 세계에서 고품질 차의 상징으로 통하고 있다. 스리랑카 차 위원회는 3년 간 스리랑카 크리켓 대표단과 여자 크리켓 대표단의 해외 순방을 지원하는 계약을 맺었다.

## 연구

### 차 연구소
1925년 차 연구법이 제정됨에 따라, 차 연구소(Tea Research Institute, TRI)가 설립되었다. 현재 차 연구소는 스리랑카에서 차의 경작과 가공을 연구하는 유일한 국공립 기관이다.

## 사진

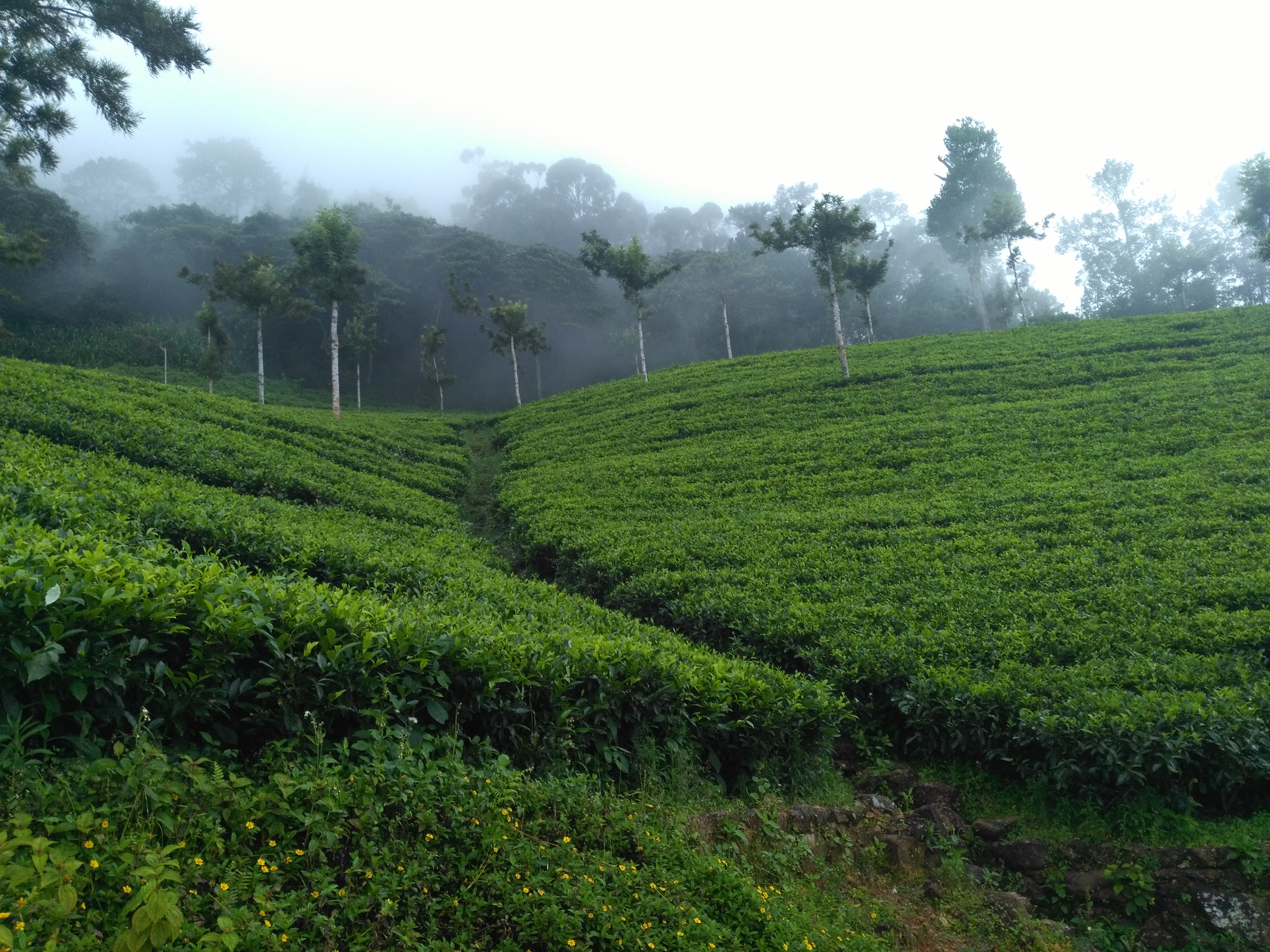
웨알탈와의 차 플랜테이션.
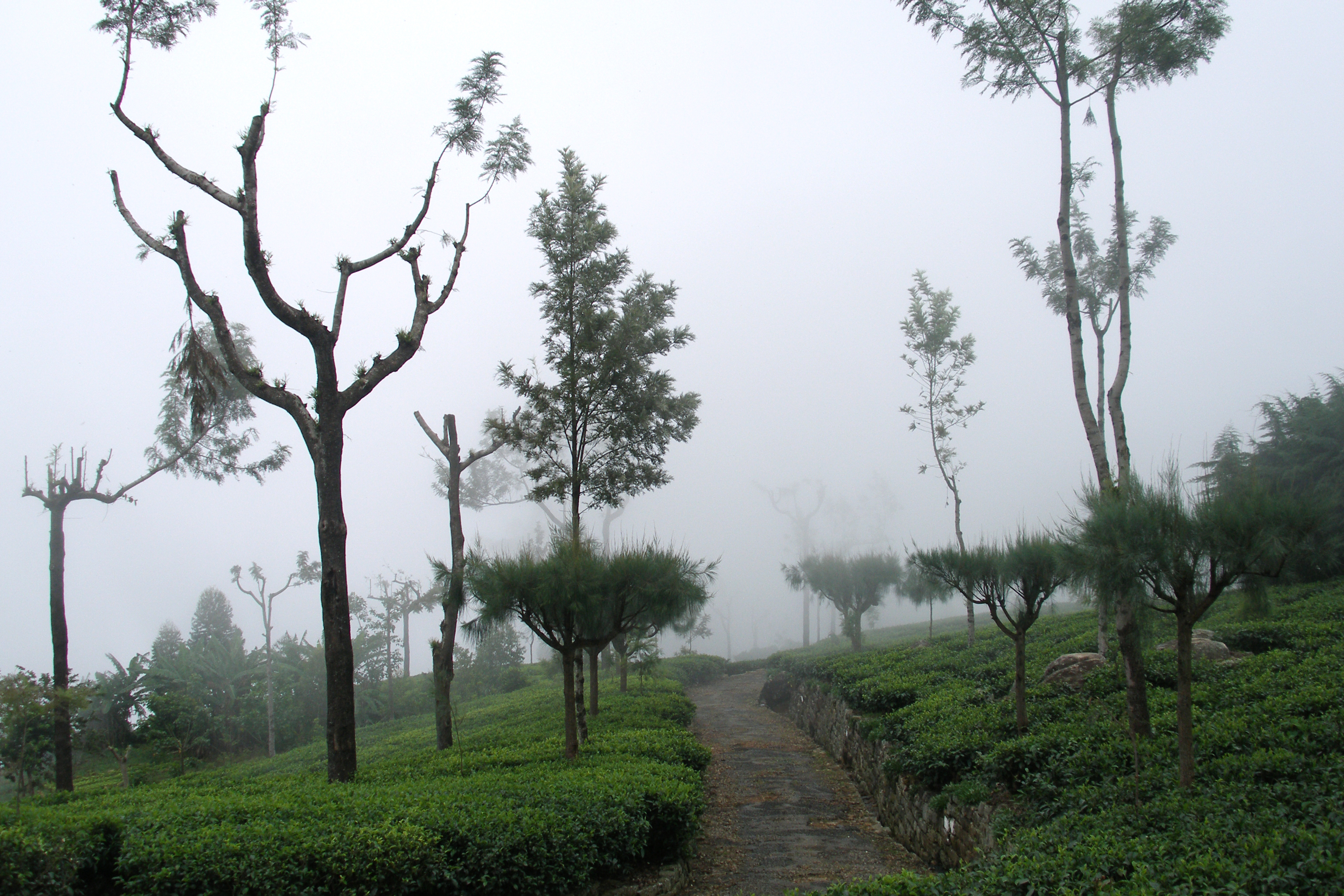
우바 하푸탈레의 차 플랜테이션.
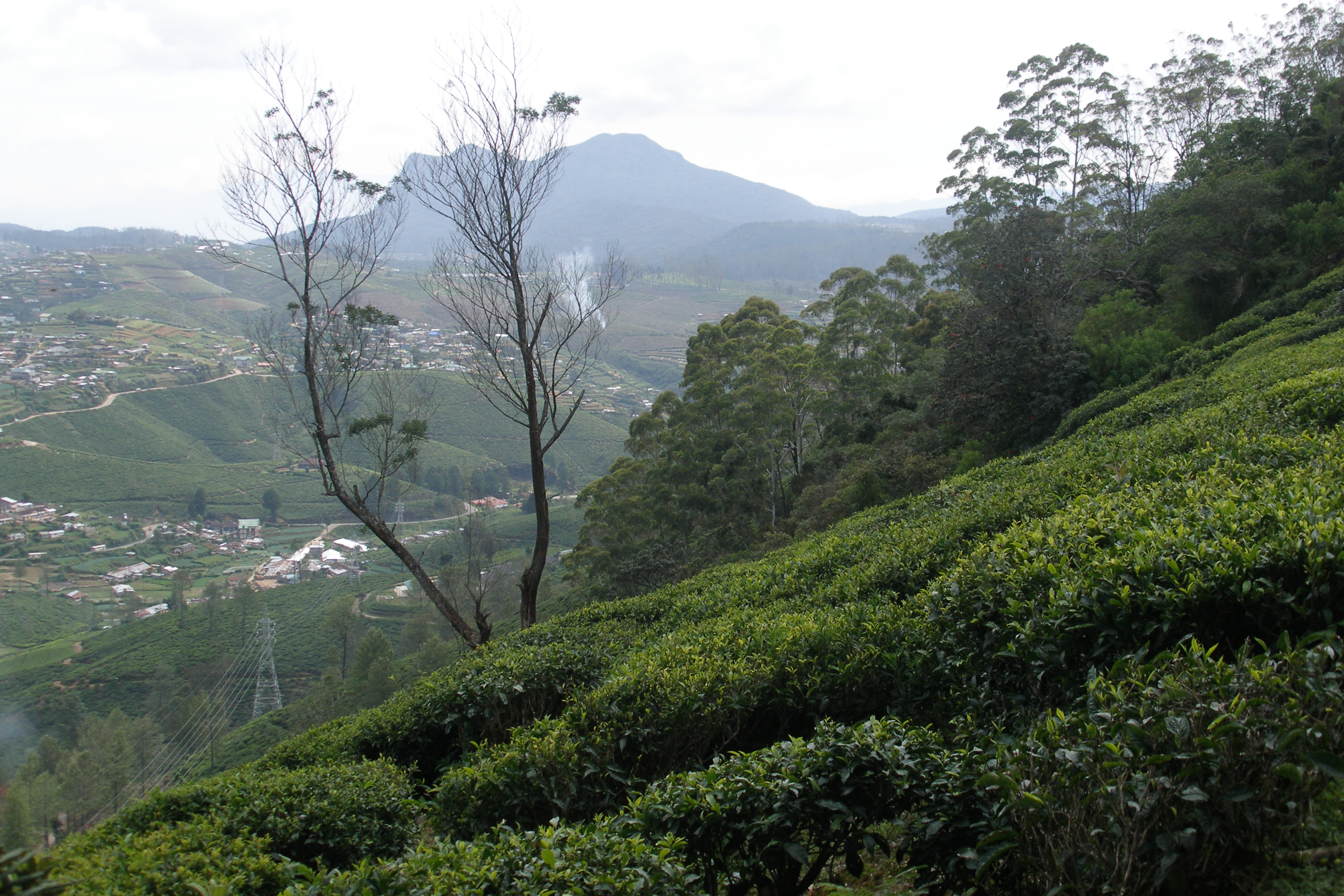
누와라엘리야의 차 플랜테이션.
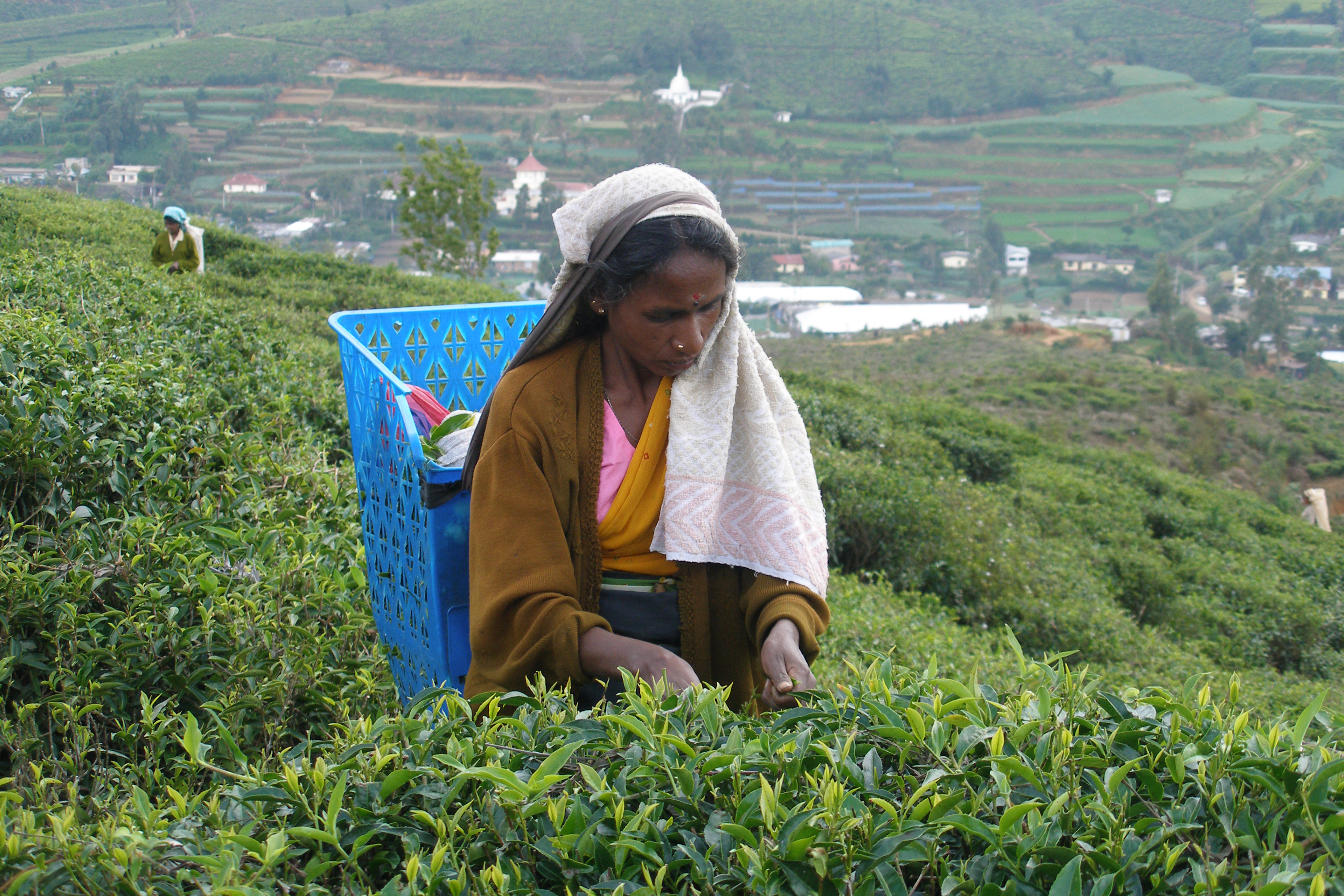
차 잎사귀를 따는 모습.
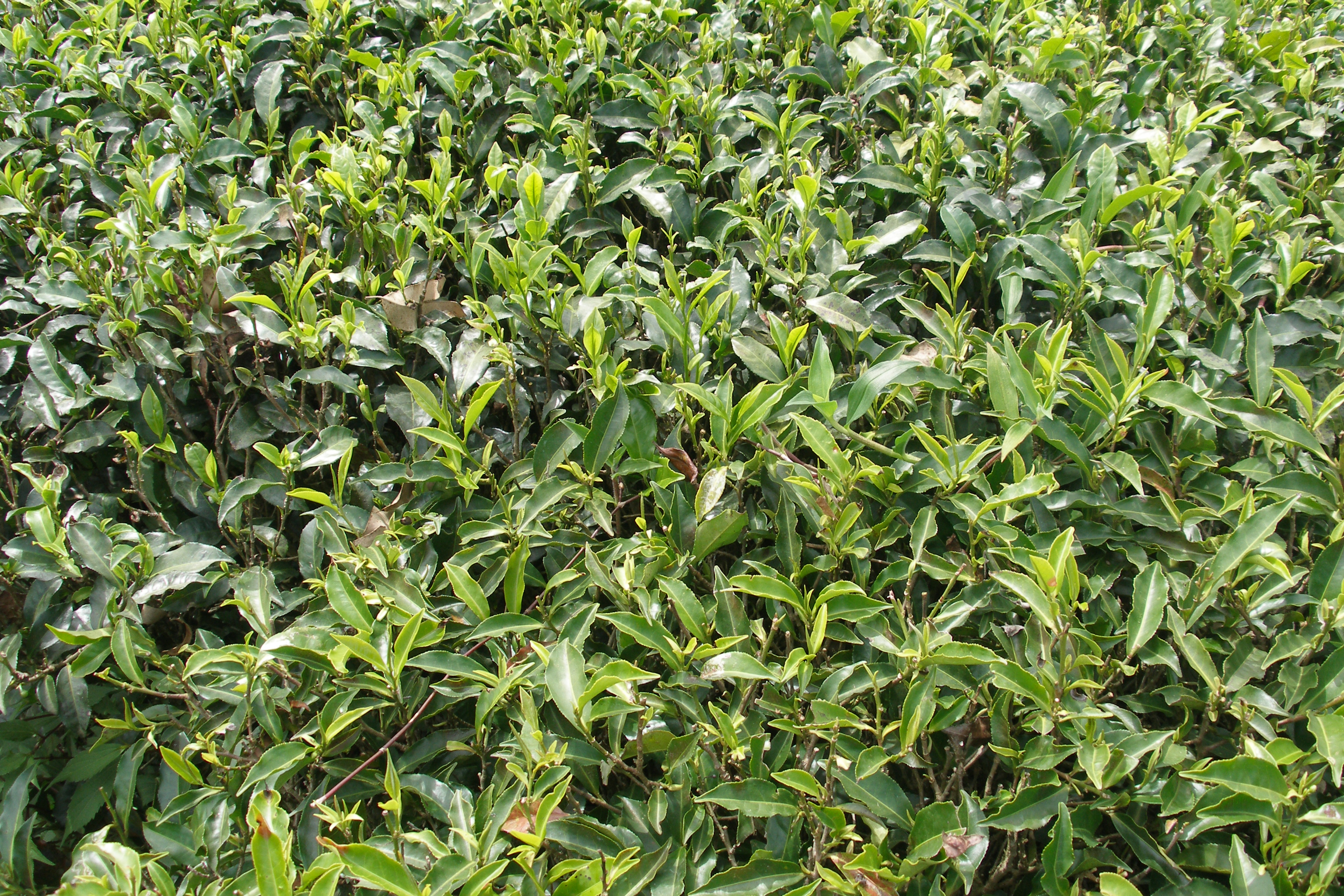
수확한 차 잎사귀.

## 같이 보기
- 딜마
- 실론 홍차
- 네팔 홍차

### 참고 자료
- George Thornton Pett (1899). 《The Ceylon Tea-Makers' Handbook》. The Times of Ceylon Steam Press, Colombo.